# Lepnica (Federacja Bośni i Hercegowiny)
Lepnica – wieś w Bośni i Hercegowinie, w Federacji Bośni i Hercegowiny, w kantonie posawskim, w gminie Orašje. W 2013 roku liczyła 38 mieszkańców, z czego większość stanowili Serbowie.